# Obbligo di rettifica
L'obbligo di rettifica e il corrispettivo diritto di chiedere la rettifica è un obbligo previsto da molti ordinamenti giuridici a carico dei giornalisti e di altre figure assimilate. Consiste nella pubblicazione di una dichiarazione scritta da chi si ritiene danneggiato da notizie erronee pubblicate da una testata giornalistica o da un'agenzia di stampa.

## Diritto italiano
Nel diritto italiano la pubblicazione della rettifica è obbligatoria a termini di legge. L'obbligo è previsto dalle seguenti norme:
- Legge 8 febbraio 1948, n. 47 (art. 8)[1], Legge sulla stampa;
- Legge 3 febbraio 1963 n. 69 (art. 2), istitutiva dell'Ordine dei giornalisti;
- D.Lgs. 31 luglio 2005, n. 177 (art. 32-quinquies)[2], testo unico dei servizi di media audiovisivi e radiofonici.

Nell'ordinamento italiano i soggetti che si ritengono offesi possono chiedere la rettifica sia di notizie errate e contrarie a verità, sia di notizie ritenute lesive della propria dignità, anche se veritiere.

## Obbligo di rettifica e risarcimento per diffamazione
Secondo la Cassazione  l'adempimento dell'obbligo di rettifica può portare non solo a limitare, ma anche a togliere il contenuto della domanda di risarcimento danni per diffamazione a mezzo stampa.